# Sam Burtis
Sam Burtis (Far Rockaway (New York), 2 oktober 1948 – 29 december 2023) was een Amerikaanse jazzmuzikant (trombone, tuba, piano, toetsen, eufonium).

## Biografie
Sam Burtis begon tijdens zijn schooltijd met tuba en uiteindelijk met trombone. Gedurende deze tijd ontmoette hij Carmell Jones, Chubby Jackson en John LaPorta, die hem in zijn carrière ondersteunden, dus in 1963 was hij lid van de band van Chubby Jackson. Vervolgens studeerde hij aan de universiteit in Ithaca (New York) en kort aan het Berklee College of Music, voordat hij in 1967 naar New York verhuisde om daar te studeren met o.a. Jimmy Knepper. Burtis speelde in 1967 met Buddy Rich en werkte in 1968 met zijn eigen band. In de jaren 1970 was hij lid van het Thad Jones/Mel Lewis Orchestra en de Lee Konitz Nonett. In 1971 was hij betrokken bij het project Escalator over the Hill. Hij werkte ook samen met Dave Mathews, het Jazz Composer’s Orchestra, Eumir Deodato, Grant Green, Herbie Mann, Esther Phillips, Tito Puente, Machito, Eddie Palmieri en andere latin-bands van Fania Records.
Begin jaren 1980 werkte hij voornamelijk als freelance muzikant en bleef hij werken met Tito Puente en de Mingus-dynastie. In 1990 nam hij deel aan het Epitaph-project van Gunther Schuller. Begin jaren 1990 was hij ook muzikaal leider van de Mingus Big Band tijdens hun optredens in het Time Cafe in New York en droeg hij bij aan hun album Nostalgia in Time Square. In 1998 speelde hij in de bigband van Bob Mintzer voor zijn dmp-productie Latin in Manhattan. Sinds de jaren 2000 werkt hij meer en meer als componist, arrangeur, artistiek leider en muziekdocent, bijvoorbeeld aan het Prins Claus Conservatorium in Groningen. In 2004 verscheen hij op het album Oasis van Mike Longo.